# Tossal de la Guàrdia (Cercs)
El Tossal de la Guàrdia és una muntanya de 1.264 metres que es troba al municipi de Cercs, a la comarca catalana del Berguedà.